# 김현삼
김현삼(金鉉三, 1967년 2월 20일 ~ )은 대한민국 경기도의회 의원이다.

## 학력
- 이리고등학교
- 경희사이버대학교 NGO학과 졸업

## 경력
- 안산경실련 사무국장
- (사)경기지역사회경제연구소 선임연구원
- 국회 제종길 의원실 보좌관
- 안산경실련 경제사회위원장
- (사)안산환경개선시민연대 이사
- 2010.07 ~ 2014.06: 제8대 경기도의회 의원
- 2014.07 ~ 2018.06: 제9대 경기도의회 의원
- 2018.07 ~ 2022.06: 제10대 경기도의회 의원
- 2025.02 ~ : 경기도미래세대재단 대표이사

## 역대 선거 결과
|  | 23.61% |

|  | 57.17% |

|  | 53.32% |

|  | 63.53% |